# Лямбирское сельское поселение
Лямбирское се́льское поселе́ние — муниципальное образование в Лямбирском районе Мордовии Российской Федерации.
Административный центр — село Лямбирь.

## История
Статус и границы сельского поселения установлены Законом Республики Мордовия от 28 декабря 2004 года № 122-З «Об установлении границ муниципальных образований Лямбирского муниципального района, Лямбирского муниципального района и наделении их статусом сельского поселения и муниципального района».

## Население
| 2002  | 2010  | 2012  | 2013  | 2014  | 2015  | 2016  |
| ----- | ----- | ----- | ----- | ----- | ----- | ----- |
| 9004  | ↗9009 | ↗9028 | ↘9026 | ↘9001 | ↗9047 | ↘9010 |
| 2017  | 2018  | 2019  | 2020  | 2021  |       |       |
| ↘8988 | ↘8973 | ↘8930 | ↘8872 | ↗8892 |       |       |

## Состав сельского поселения
| № | Населённый пункт | Тип населённого пункта       | Население |
| - | ---------------- | ---------------------------- | --------- |
| 1 | Лямбирь          | село, административный центр | ↘8346     |
| 2 | Черемишево       | село                         | ↘546      |